# Uitrolgrens

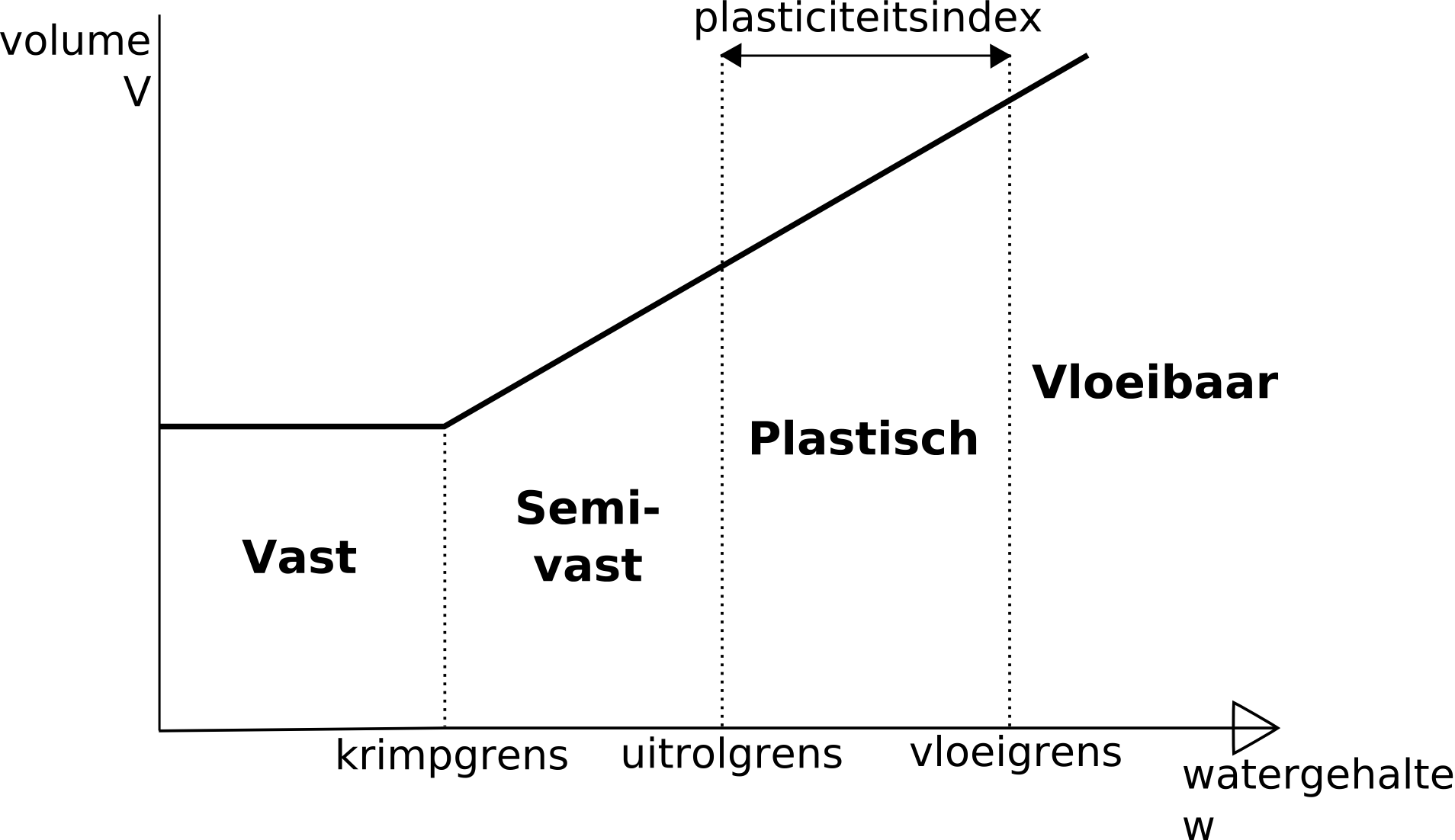
De andere Atterbergse grenzen

De uitrolgrens is het vochtgehalte in een grondmonster, waarbij de grond overgaat van de plastische in de halfvaste toestand. Men karakteriseert dit als het moment waarop het nog net mogelijk is met de grond "worstjes" van 3 mm dik uit te rollen op een glasplaat.
Het is een van de grenzen vooropgesteld door Atterberg.